# Camponotus invidus
Camponotus invidus är en myrart som beskrevs av Auguste-Henri Forel 1892. Camponotus invidus ingår i släktet hästmyror, och familjen myror. Inga underarter finns listade.